# جین مانهایت
جین مانهایت (انگلیسی: Jane Monheit؛ زادهٔ ۳ نوامبر ۱۹۷۷) یک موسیقی‌دان اهل ایالات متحده آمریکا است. وی دو بار تاکنون نامزد جایزه گرمی شده‌است. همچنین با خوانندگانی همچون مایکل بوبله همکاری داشته‌است.